# الفرعونية (قرية)
الفرعونية إحدى قرى مركز أشمون التابع لمحافظة المنوفية بجمهورية مصر العربية.

## التاريخ
بالقرية منطقة تُعرف باسم «التل الإغريقي» ترجع إلى العهد اليوناني والروماني، مما يدل على وجود القرية قبل الفتح الإسلامي لمصر. وقد ذكر محمد رمزي في كتابه القاموس الجغرافي للبلاد المصرية أن الفرعونية من القرى القديمة التي ورد ذكرها في «قوانين ابن مماتي» وفي «تحفة الإرشاد» وأوردها ابن الجيعان في كتابه «التحفة السنية بأسماء البلاد المصرية» أنها من الأعمال المنوفية، وأن مساحتها 1,868 فدان.
كما ذكرها أيضًا علي باشا مبارك في كتابه «الخطط التوفيقية»، وقال أنها قرية من مديرية المنوفية بقسم أشمون جريس، وأن بها جامع بمنارة، وأن اسمها مأخوذ من اسم ترعة قديمة كانت تتفرع من عندها اسمها الفرعونية، وتمر بمركز منوف حتى تصب في نهر النيل عند قرية نادر، إلى أن أمر محمد علي باشا بردمها سنة 1221هـ/1806م لأضرار كانت تلحقها الترعة بما حولها من مناطق. عثر المجلس الأعلى للآثار على كتل حجرية بالقرية خالية من النقوش والكتابات، وليس عليها سوى خرطوش وحيد يعود للملك أبريس.

## السكان
بلغ عدد سكان الفرعونية 8,557 نسمة، حسب الإحصاء الرسمي لعام 2006.